# Gestione dell'innovazione
La gestione dell'innovazione (o in inglese: innovation management) è la gestione dei processi di innovazione dal punto di vista del prodotto e dell'organizzazione.
La gestione dell'innovazione prevede un insieme di strumenti che permettano ai manager e agli ingegneri di cooperare per una comprensione dei processi e degli obiettivi in comune.
Tale gestione permette all'organizzazione di rispondere ad opportunità esterne o interne, e di usare la propria creatività per introdurre nuove idee, processi o prodotti; non è relegata all'area di "Ricerca e sviluppo", ma coinvolge i dipendenti ad ogni livello nella contribuzione creativa allo sviluppo del prodotto della società, nella produzione e nel marketing.
Utilizzando gli strumenti di innovation management, la gestione può spronare le capacità creative della forza lavoro, per uno sviluppo continuo di una società.
Tra gli strumenti a disposizione vi sono: brainstorming, prototipazione digitale, gestione del ciclo di vita del prodotto, gestione dell'idea, TRIZ, phase–gate model, project management, pianificazione del product lining e del portfolio management.
Il processo può essere visto come un'integrazione evolutiva dell'organizzazione, della tecnologia e del mercato, interagendo con una serie di attività: ricerca, selezione, implementazione e cattura.
Nel 2013 è stata pubblica dal CEN  la specifica tecnica europea CEN/TS 16555-1 Innovation Management: la CEN/TS 16555-1 è una guida che ha l'obiettivo di introdurre, sviluppare e mantenere un framework per pratiche sistematiche di gestione dell'innovazione e sistemi di gestione dell'innovazione.
Dopo la pubblicazione a livello internazionale di oltre 30 differenti norme nazionali, nel 2013 è stato creato un gruppo di lavoro internazionale che sta lavorando per elaborare la nuova serie di norme ISO 56000 finalizzata a mettere a definire terminologia, processi, strumenti, metodi e modelli di valutazione della gestione dell'innovazione.

## Strumenti per la gestione dell'innovazione
Una classificazione degli strumenti di gestione dell'innovazione è stata fatta usando un approccio tipologico (proposto dai professori spagnoli Antonio Hidalgo e Jose Albors).
Lo studio venne condotto a livello europeo usando 10 tipologie per strumenti di gestione dell'innovazione basati sulla conoscenza. Le tipologie sono state trovate cercando 32 caratteristiche che classificano gli strumenti. Hidalgo e Albors sono stati poi capaci di restringere la lista ad 8 criteri particolarmente rilevanti in una economia basata sulla conoscenza (focalizzazione sulla conoscenza, impatto strategico, grado di disponibilità, livello di documentazione, utilità pratica, età degli strumenti, risorse richieste per l'implementazione, misurabilità).
Il vantaggio di usare le tipologie, è la semplice integrazione di nuovi metodi e la disponibilità di un più ampio numero di strumenti.
Le tipologie proposte sono le seguenti:
| Tipologie                                          | Metodologie e strumenti                                                                                        |
| -------------------------------------------------- | --- |
| Strumenti di gestione della conoscenza             | Knowledge audit, Knowledge mapping (mappatura della conoscenza), gestione della documentazione, IPR Management |
| Tecniche di Market Intelligence                    | Ricerca e visione della tecnologia, analisi dei brevetti, Business Intelligence, CRM, Geo-Marketing            |
| Strumenti di rete e cooperazione                   | Groupware, Teambuilding, Supply Chain Management, Industrial Clustering                                        |
| Tecniche di gestione delle risorse umane           | Telelavoro, Intranet aziendale, assunzione via internet, e-learning, Competency management                     |
| Approccio di gestione dell'interfaccia             | Ricerca e sviluppo - Marketing Interface Management, Concurrent Engineering                                    |
| Tecniche di sviluppo della creatività              | Brainstorming, pensiero laterale, TRIZ, metodo Scamper, mappe mentali                                          |
| Tecniche di miglioramento del processo             | Benchmarking, Workflow, Business Process Re-engineering, Just-in-Time                                          |
| Tecniche di gestione di progetti d'innovazione     | Project Management, Project appraisal, Project Portfolio Management                                            |
| Strumenti di progettazione e sviluppo del prodotto | Sistemi CAD, prototipazione rapida, approcci di usabilità, Quality Function Deployment, analisi del valore     |
| Strumenti per la creazione d'affari                | Business simulation, Business plan, Spin-off da ricerca di mercato                                             |

Criteri per la selezione degli strumenti: strumenti sufficientemente sviluppati e standardizzati, con lo scopo di migliorare la competitività delle aziende, focalizzandosi sulla conoscenza, e che siano liberamente accessibili sul mercato e non soggette al diritto d'autore o ad accordi di licenza